# Tuscumbia, Missouri
Tuscumbia är administrativ huvudort i Miller County i Missouri. Orten grundades år 1837.